# Arrows Grand Prix International
Arrows Grand Prix International war ein britisches Formel-1-Team mit Sitz im englischen Leafield, das zwischen 1978 und 2002 an 382 Grand-Prix-Rennen teilnahm. Dies ist Rekord unter den Rennställen, die nie ein Rennen gewinnen konnten, aber auch in der Gesamtheit derer, die nie einen Weltmeistertitel errangen. Zwischen 1991 und 1996 firmierte das Team unter dem Namen Footwork Grand Prix International.
Der Name Arrows war inspiriert von den Anfangsbuchstaben der Gründer Franco Ambrosio, Alan Rees, Jackie Oliver, Dave Wass und Tony Southgate, von denen zum Zeitpunkt der Insolvenz des Rennstalls im Jahr 2002 keiner mehr an Bord war. Das ehemalige Firmengelände von Arrows in Leafield wurde zwischen 2005 und 2008 vom später ebenfalls aus finanziellen Gründen gescheiterten Super-Aguri-Team genutzt.

## Geschichte

### Gründung und erste Erfolge

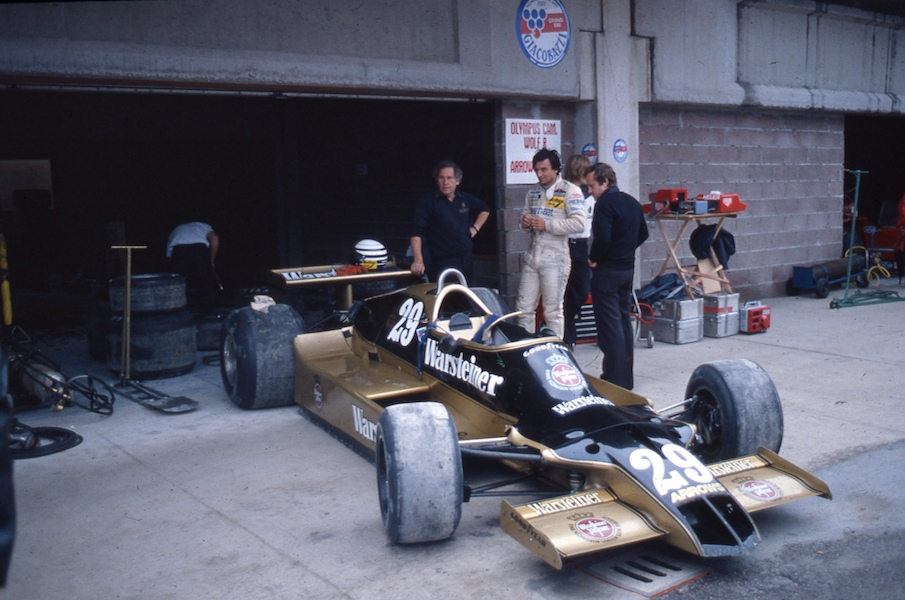
Riccardo Patrese neben dem Arrows A1

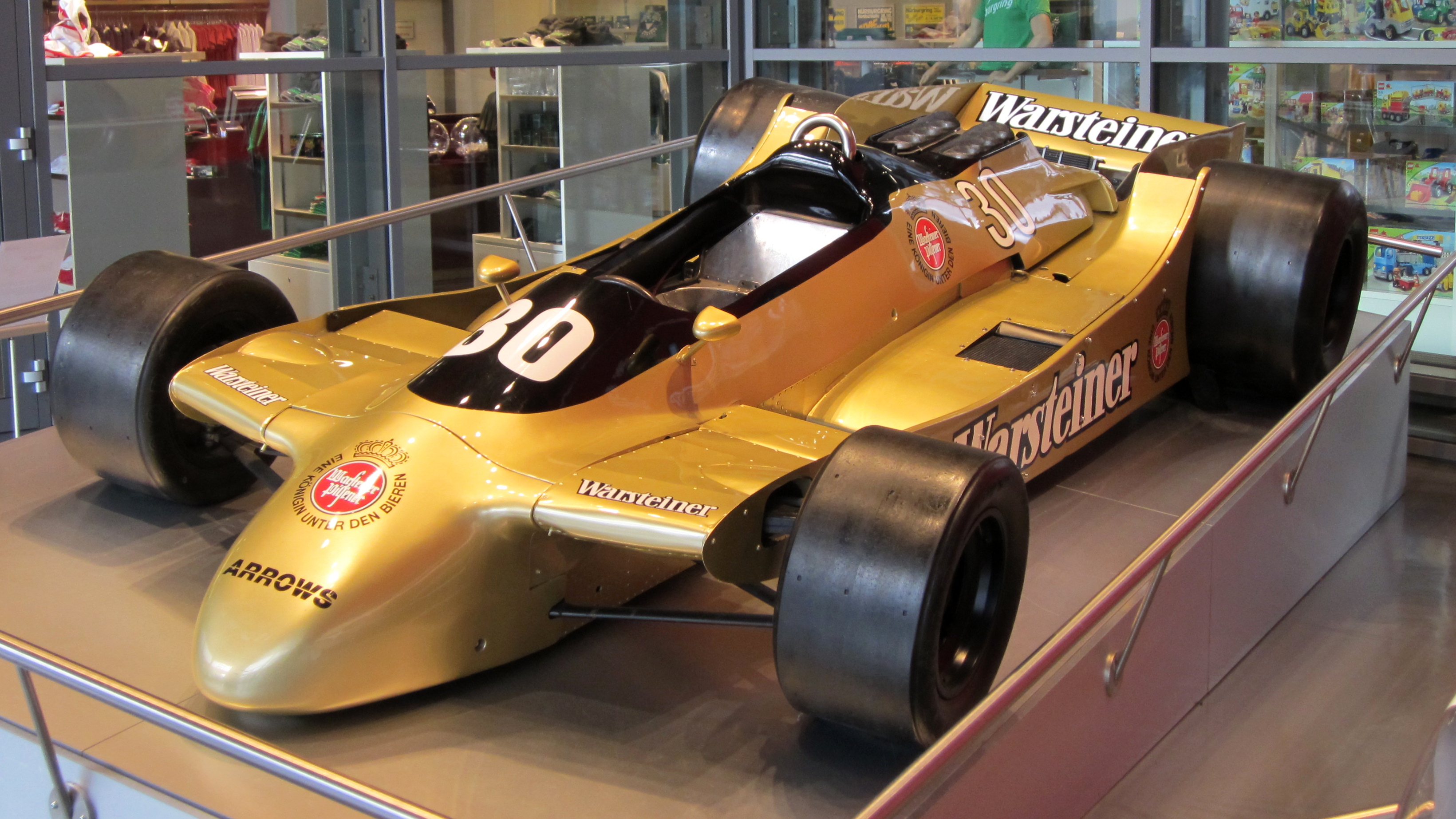
Arrows A2 (Jochen Mass)

Frühes Arrows-Logo

Rees, Oliver, Wass und Southgate verließen 1977 den Formel-1-Rennstall Shadow, um gemeinsam mit dem italienischen Financier Ambrosio ihr eigenes Team zu gründen – Arrows. Als das erste Modell FA1 für die Saison 1978 vorgestellt wurde, kam es zum Eklat: Das Auto sah dem 1978er Shadow zum Verwechseln ähnlich. Konstrukteur Southgate hatte seine Pläne einfach mitgenommen und sie als sein geistiges Eigentum angesehen. Britische Gerichte gaben aber Kläger Shadow Recht und Arrows musste binnen 52 Tagen ein neues Chassis bauen, den A1. Die Debütsaison brachte immerhin elf WM-Punkte und einen zweiten Platz beim schwedischen Grand Prix ein. Da die Resultate allerdings allein auf den italienischen Nachwuchsfahrer Riccardo Patrese zurückgingen, wurde der zweite Fahrer Rolf Stommelen Ende des Jahres durch seinen deutschen Landsmann Jochen Mass ersetzt. 1979 konnte sich das Team nicht steigern und errang nur fünf Punkte. In der zweiten Saisonhälfte erregte das Team allerdings Aufsehen mit dem ungewöhnlich geformten A2. In diesem Fahrzeug wurde die Heckpartie samt dem somit um die Querachse leicht nach vorne geneigten Motor nach oben gezogen gestaltet, um auf diese Weise mehr Abtrieb über den Fahrzeugboden zu generieren. Nachteil dieser Bauform war allerdings der erhöhte Schwerpunkt, was das Fahrverhalten nachteilig beeinflusste und somit keine besseren Ergebnisse mit sich brachte.
1980 schaffte Patrese beim Grand Prix der USA West in Long Beach erneut einen zweiten Platz und das Team fand sich am Saisonende auf Rang sieben von 15 Konstrukteuren wieder. Beim Saisonauftakt der Saison 1981 erwies sich Long Beach erneut als gutes Pflaster: Patrese gelang in der Qualifikation die einzige Pole-Position in der Geschichte des Arrows-Teams. Nach 24 von 80 Runden musste er jedoch in Führung liegend mit technischem Defekt aufgeben. Beim Grand Prix von San Marino in Imola stand Patrese noch einmal als Zweiter auf dem Podest, bevor er das Team Richtung Brabham verließ.

### Tabakmillionen und BMW-Power

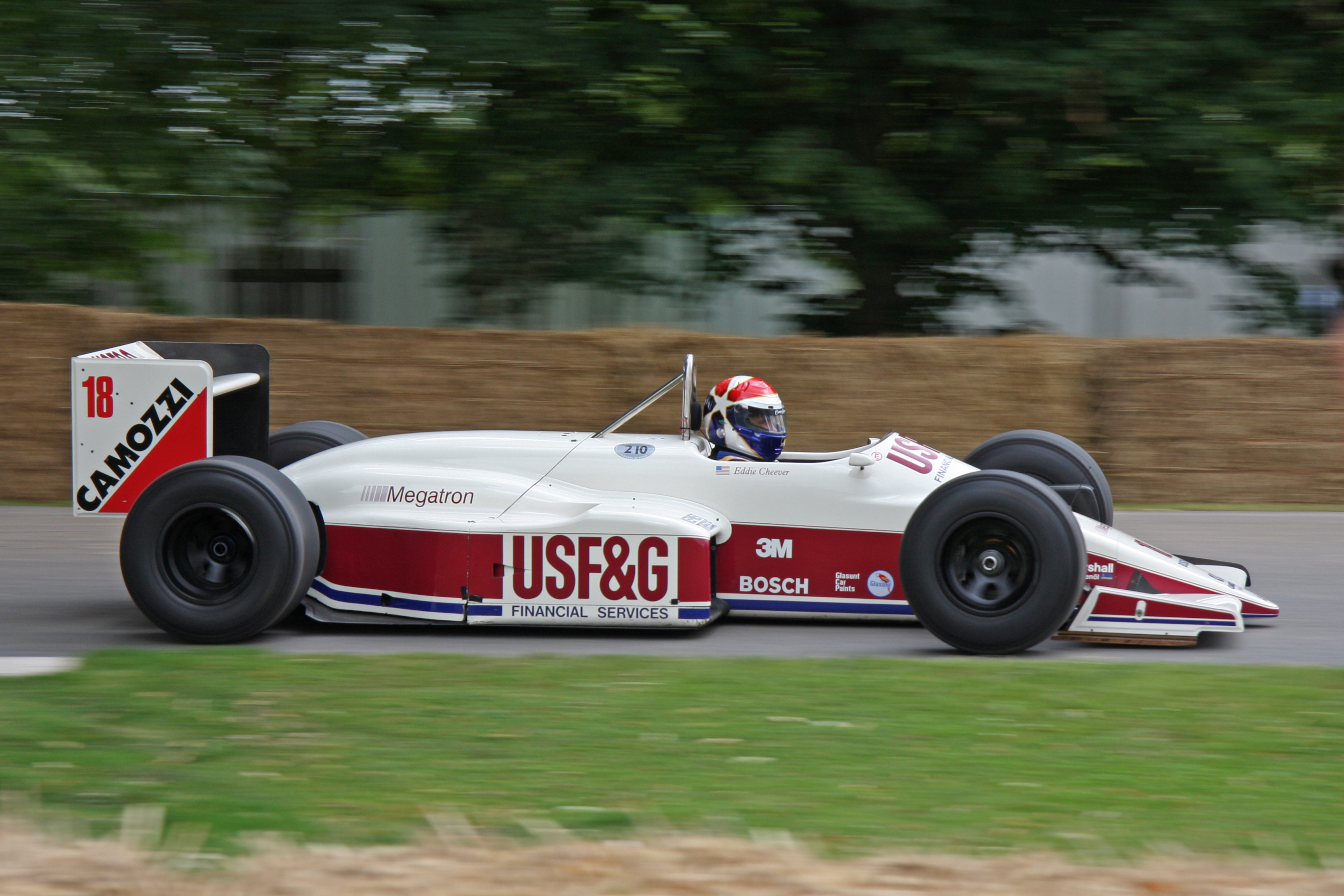
Eddie Cheever in einem Arrows A10 mit Megatron-Schriftzug, 2008 beim Goodwood Festival of Speed

Nach zwei mäßigen Jahren 1982 und 1983 engagierte sich ab 1984 das Tabakunternehmen BAT mit der Marke Barclay als Hauptsponsor. Ein Motorenvertrag mit BMW ließ die Erwartungen zusätzlich in die Höhe schnellen. Doch bessere Ergebnisse blieben aus. Einer soliden Saison 1985 mit insgesamt 14 Punkten und einem erneuten zweiten Rang in Imola durch Thierry Boutsen und Gerhard Berger stand eine miserable Saison 1986 gegenüber, in der Christian Danner in Österreich den einzigen WM-Punkt einfuhr. Die Arrows krankten meist an der Zuverlässigkeit, die bessere Ergebnisse regelmäßig verhagelte. An den BMW-Turbomotoren, die als die kraftvollsten im Feld galten und mit denen Nelson Piquet 1983 in einem Brabham Weltmeister geworden war, konnte es nicht liegen. BMW aber verkündete Ende 1986 seinen Ausstieg als Motorenlieferant aus der Formel 1. Arrows stand somit zunächst ohne Triebwerke da.
Für 1987 stieg die US-amerikanische Versicherungsgesellschaft United States Fidelity & Guaranty (USF&G) als Hauptsponsor ein und finanzierte die Wartung und Rennvorbereitung der Vorjahresaggregate von BMW unter dem Namen Megatron. Mit einem Mal wurden die Arrows-Rennwagen zuverlässiger und so avancierte die Saison 1988 zur erfolgreichsten der Teamgeschichte – wenngleich auch in dem Jahr kein Sieg gelang. Derek Warwick und Eddie Cheever fuhren insgesamt 23 WM-Punkte ein und katapultierten Arrows damit erstmals unter die besten vier Konstrukteure der Formel 1. Dieses Niveau konnte das Team jedoch nicht halten. 1989 stand Cheever zwar bei seinem Heimrennen in Phoenix als Dritter noch einmal auf dem Podest und Warwick verlor einen sicheren zweiten Platz im Regen von Kanada durch Elektrikschaden, aber es ging mit dem nur noch siebten Platz in der Konstrukteurswertung wieder merklich abwärts.

### Footwork-Einstieg und Übernahme

Footwork-Logo

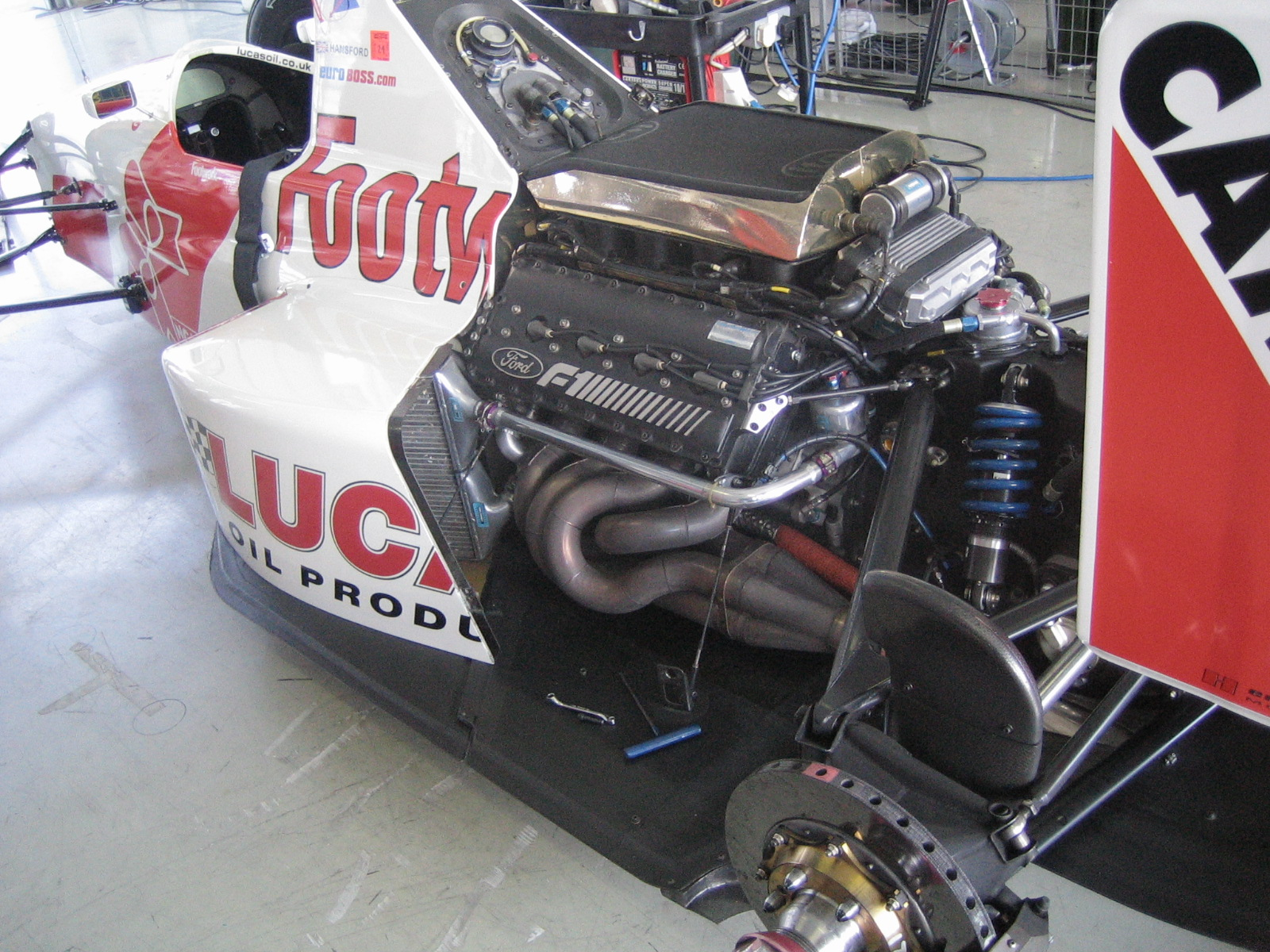
Footwork FA12B Ford von 1991 in der Box

Ende 1989 stieg USF&G als Sponsor aus, der japanische Footwork-Konzern des Unternehmers Wataru Ohashi übernahm und erwarb sogleich Anteile am Rennstall. Ohashi steuerte fortan die wirtschaftlichen Geschicke des Rennstalls, Jackie Oliver behielt die sportliche Leitung. Zählbare Resultate blieben durch den Umbruch zunächst aus. Für die Saison 1991 hatte Ohashi jedoch große Pläne: Er schloss einen Exklusivvertrag über Motorenlieferungen mit dem zur Rückkehr in den Grand-Prix-Sport entschlossenen Sportwagenhersteller Porsche. Das deutsche Unternehmen jedoch, das Mitte der 1980er Jahre mit seinem Turbomotor noch die Formel 1 dominiert hatte, verkalkulierte sich beim Bau seines Zwölfzylinder-Saugmotors: Dem Triebwerk fehlte es deutlich an Leistung und mit seinem Übergewicht trug er auch noch zu Handlingproblemen am Footwork FA12 bei. Schon die Nichtqualifikation beider Fahrer beim Grand Prix von Brasilien zu Saisonbeginn war ernüchternd. Nachdem sich keine Besserung einstellte, zog sich Porsche mitten in der Saison punktelos aus der Weltmeisterschaft zurück. Footwork setzte für den Rest der Saison auf Ford-Cosworth-Aggregate, Punkte blieben aber weiter aus. Für 1992 verpflichtete das Team den Japaner Aguri Suzuki als Fahrer neben Michele Alboreto und kam so an auf den in den Vorjahren erfolgreichen Motoren von Honda basierende Mugen-Triebwerke heran. Langsam erholte sich Footwork aus dem Tief und errang immerhin sechs Punkte. Ende 1993 – nach einer weiteren enttäuschenden Saison – versiegten die Sponsormillionen von Footwork, Ohashi blieb aber Teilhaber des Teams.

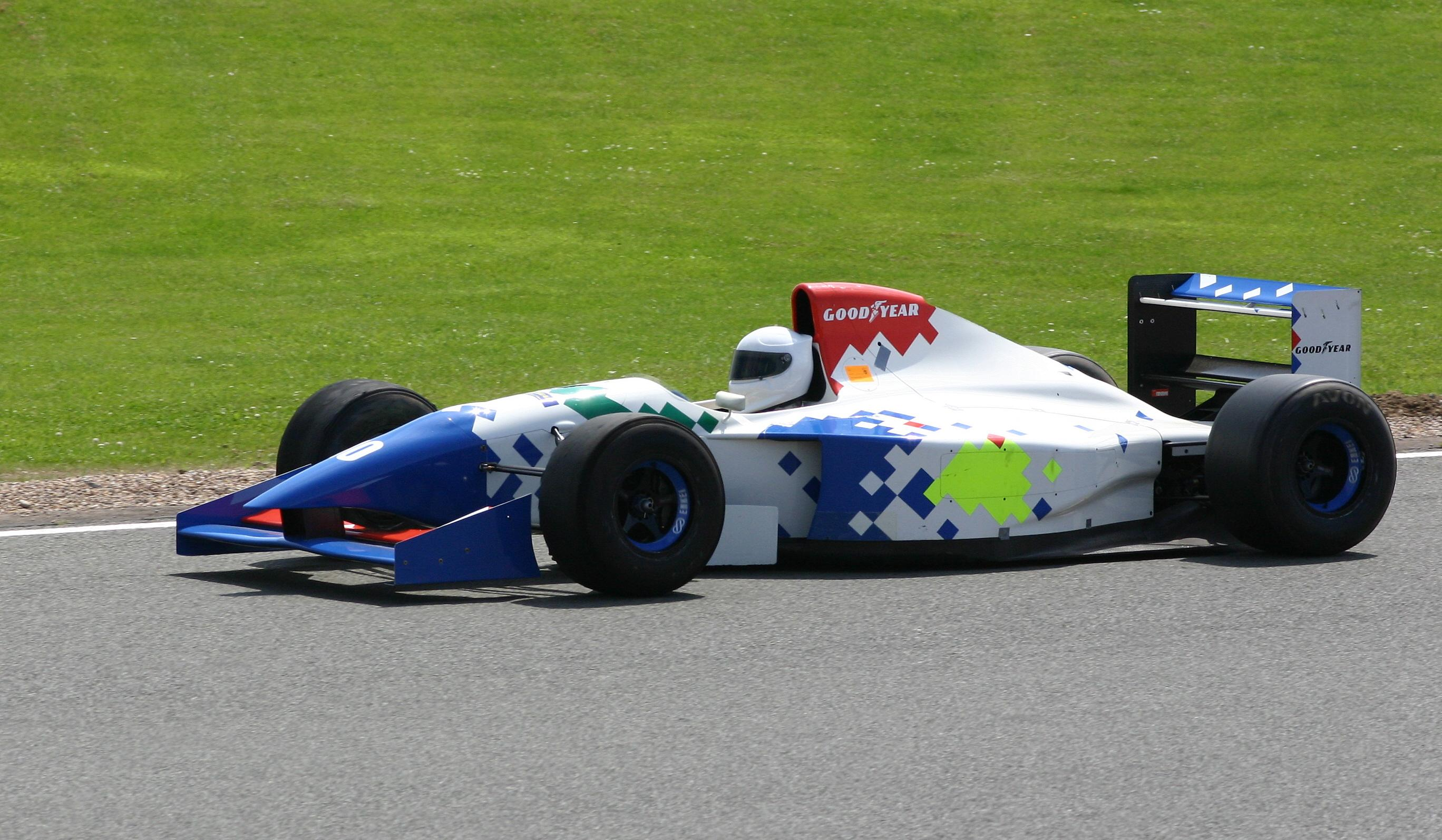
Footwork FA15 Ford aus dem Jahr 1994

Für 1994 besann sich die Mannschaft um Jackie Oliver angesichts des geringen Budgets darauf, ein einfaches Auto um ein Ford-Kundentriebwerk herum zu bauen. Beim Saisonauftakt in Brasilien ließ Gianni Morbidelli mit dem sechsten Startplatz aufhorchen, fiel aber – wie so oft – mit technischem Defekt aus. Beim zweiten Rennen in Japan schaffte Christian Fittipaldi als Vierter beinahe den Sprung auf das Podest. Fortan konnte das Team mit dem Entwicklungstempo der Gegner nicht mehr mithalten und fiel im Laufe der Saison zurück. Für 1995 verpflichtete Footwork mit Taki Inoue einen Fahrer, der weniger Talent als vielmehr Dollars mitbrachte – Geld, das der Rennstall dringend benötigte, um zu überleben. Im Verlaufe der Saison wurde auch der schnelle Morbidelli durch Bezahlfahrer Massimiliano Papis ersetzt. Morbidelli kehrte jedoch zum Saisonfinale nochmal ins Footwork-Cockpit zurück und wurde prompt Dritter in Adelaide. Für 1996 drehte sich das Fahrerkarussel weiter: Mit Sponsor Philips im Rücken heuerte die niederländische Nachwuchshoffnung Jos Verstappen an, der immerhin Deutscher Formel-3-Meister des Jahres 1993 gewesen war. Doch trotz zuverlässiger Hart-Kundenmotoren waren kaum zählbare Resultate möglich – Verstappen erzielte nur einen einzigen Punkt für das Team. Um den Abstieg des Teams ans Ende der Startaufstellung zu verhindern, stieg der britische Motorsport-Unternehmer Tom Walkinshaw mit seiner TWR-Gruppe ein, die 1995 und 1996 die Geschicke des Ligier-Teams gelenkt hatte.

### Einstieg von TWR und Startnummer 1

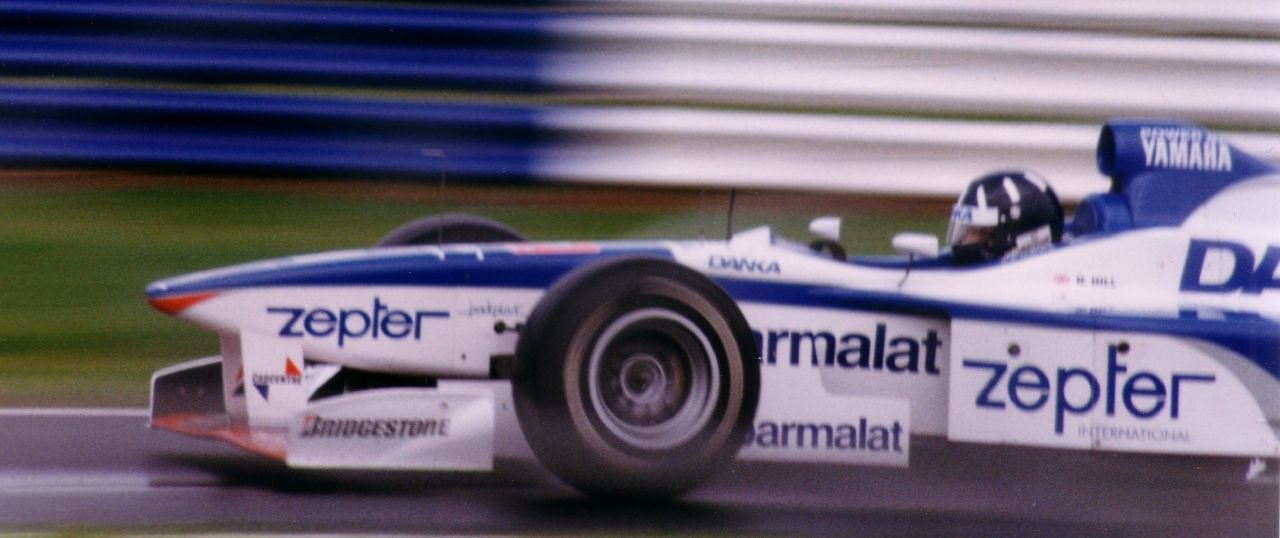
Damon Hill im Arrows A18 Yamaha, 1997

Walkinshaw konzentrierte sich von Beginn seines Wirkens bei dem britischen Team an auf die Vorbereitung der Saison 1997. Nach dem kompletten Rückzug der bisherigen Teambesitzer strebte er zunächst eine Rückbenennung des Rennstalls in Arrows an. Dann eiste er Motorenlieferant Yamaha von Konkurrent Tyrrell los, um sich Werksunterstützung zu sichern. Als Nächstes gelang ihm die Verpflichtung des Designer-Gurus John Barnard, der sich in den 1980er Jahren mit der Erfindung des Monocoques aus kohlenstofffaserverstärktem Kunststoff einen Namen gemacht hatte. Weiter nahm er Fahrer Pedro Diniz von Ligier mit, um das Geld von dessen zahlungskräftigen Sponsoren in die Arrows-Kassen zu leiten. Als im Sommer 1996 bekannt wurde, dass der angehende Weltmeister Damon Hill beim Williams-Team keinen neuen Vertrag mehr erhalten würde, griff Walkinshaw zu und überzeugte Hill mit hohen Gehaltsversprechungen, die Startnummer Eins mit nach Leafield zu bringen. Zu guter Letzt setzte Walkinshaw für 1997 auf die Reifen des Formel-1-Neueinsteigers Bridgestone und erhoffte sich so in einigen Rennen einen Wettbewerbsvorteil gegenüber den Goodyear-bereiften Autos. Allen Bemühungen zum Trotz begann Arrows auch 1997 da, wo das Team schon in den Jahren zuvor gestanden hatte: im hinteren Teil des Feldes. Auch Weltmeister Hill vermochte zunächst keine Wunder zu vollbringen, schien sogar eher frustriert über die mangelnde Konkurrenzfähigkeit und vor allem Zuverlässigkeit seines Wagens zu sein. Erst in seinem Heim-Grand-Prix in Silverstone gelang ihm als Sechster der Sprung in die Punkteränge. Der Höhepunkt der insgesamt eher enttäuschenden Saison war das Rennen in Ungarn: Hill war wegen der enormen Hitze, bei der die Bridgestone-Reifen gegenüber den Goodyear-Pneus einen Vorteil hatten, bereits in der Qualifikation zu Hochform aufgelaufen und hatte seinen Arrows auf Startplatz drei katapultiert. Im Rennen hielt er sich zunächst unauffällig im Hintergrund, bevor er in der elften Runde den führenden Michael Schumacher im Ferrari angriff und die Spitze übernahm. Zur Verblüffung der Zuschauer baute der Brite seine Führung sogar aus und gab sie nur kurz während eines Tankstopps ab. Als Hill in die vorletzte von 77 zu fahrenden Runden einbog und immer noch mit fast 40 Sekunden Vorsprung führte, glaubte bereits jeder an die Sensation. Doch die Hydraulik machte dem ganzen Team, das sich bereits zum Jubeln fertig machen wollte, einen Strich durch die Rechnung. Hill konnte zwar noch ins Ziel fahren, wurde aber im letzten Umlauf von Jacques Villeneuve im Williams überholt. Zum insgesamt fünften und letzten Mal wurde ein Arrows-Fahrzeug in einem F1-Grand-Prix als Zweites abgewunken.

### Schleichendes Ende

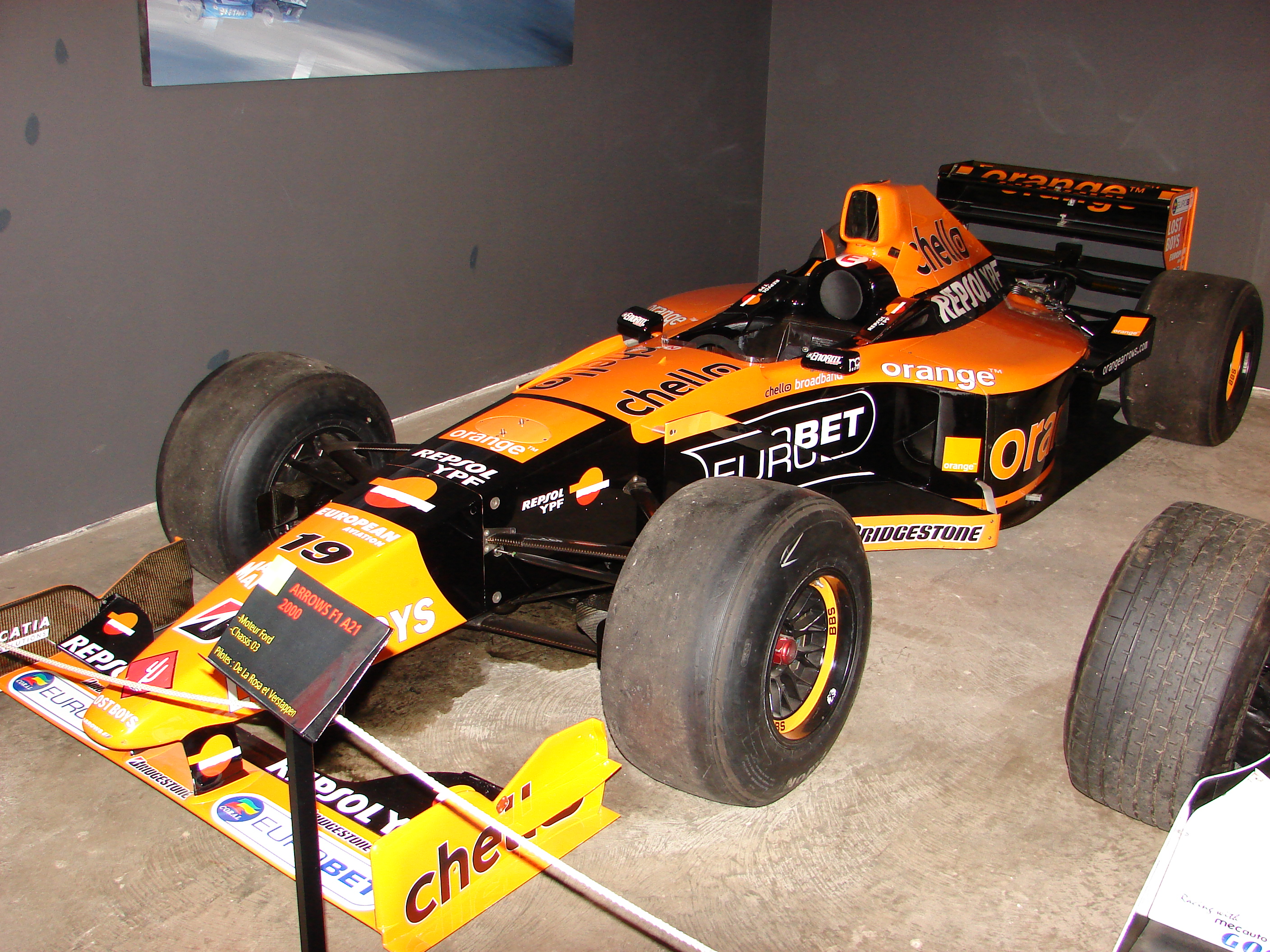
Arrows A21 Supertec aus dem Jahr 2000

Ende der Saison verließ Hill das Team nach nur einem Jahr in Richtung Jordan und auch Yamaha verabschiedete sich – ebenso wie viele Sponsoren. Diniz allerdings blieb an Bord. Als Antrieb verwendete Arrows in der Formel-1-Weltmeisterschaft 1998 einen neu konstruierten Zehnzylinder von Brian Hart, der unter dem Namen Arrows eingesetzt wurde. Das Team beteiligte sich finanziell an den Entwicklungskosten. Die mittlerweile völlig schwarz lackierten Rennwagen fuhren weiter hinterher, in Monaco gelang mit einer strategischen Meisterleistung immerhin Platz vier durch den Finnen Mika Salo. Da die Mittel in Ermangelung zahlungskräftiger Sponsoren immer knapper wurden, heuerte Walkinshaw für 1999 erstmals zwei Fahrer an, die beide Geld mitbringen mussten. Der Spanier Pedro de la Rosa hatte den Mineralölkonzern Repsol im Rücken, Toranosuke Takagi einige japanische Sponsoren. Während de la Rosa sein Talent andeutete und auch für die Saison 2000 einen Vertrag bekam, wurde Takagi bald ausgemustert und durch Ex-Arrows-Pilot Verstappen ersetzt. Die wieder etwas konsolidierte Teamkasse erlaubte für 2000 den Kauf von Supertec-Motoren – ehemalige Renault-Aggregate, die von einem französischen Zulieferunternehmen weiterentwickelt wurden. Der ehemalige Sauber-Designer Sergio Rinland stellte mit dem Arrows A21 ein solides Auto auf die Beine, mit dem Verstappen und de la Rosa regelmäßig im vorderen Mittelfeld fuhren. Erneut jedoch verhinderte die mangelnde Zuverlässigkeit bessere Ergebnisse.

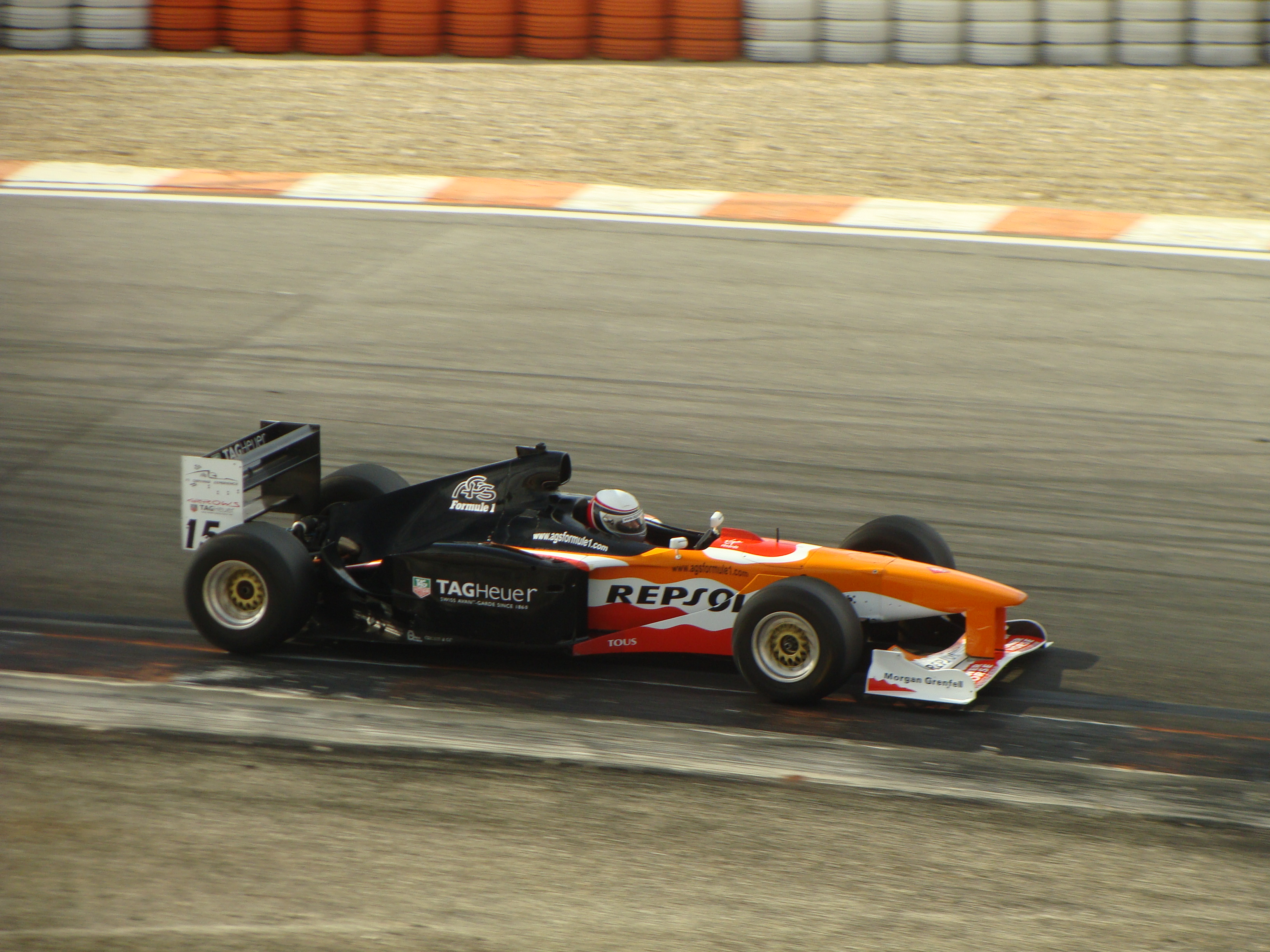
Der Arrows A20 aus der Saison 1999 beim Historacing Festival Lédenon 2012

Für 2001 sattelte das Team auf ehemalige Peugeot-Triebwerke um, die ebenfalls von einer Zulieferfirma namens Asiatech gewartet und für den Rennbetrieb vorbereitet wurden. De la Rosa musste Arrows zugunsten des mit Red-Bull-Millionen ausgestatteten Brasilianers Enrique Bernoldi verlassen. Die Motoren erwiesen sich im Laufe der Saison als zu schwerfällig und daher nicht konkurrenzfähig; lediglich ein einziger WM-Punkt durch Verstappen in Österreich war die Folge. Zu Beginn der Saison 2002 kämpfte Arrows bereits ums Überleben. Von Cosworth wurden Motoren geleast, als Fahrer wurde der durch die Pleite des Prost-Teams auf der Straße stehende Grand-Prix-Sieger Heinz-Harald Frentzen verpflichtet, der sich auf diese Weise nochmal für höhere Aufgaben empfehlen wollte. Bernoldi und Red Bull blieben an Bord. In Spanien und Monaco schaffte Frentzen jeweils mit Platz sechs bessere Ergebnisse, als das Auto eigentlich zuließ. Geld für die Weiterentwicklung fehlte jedoch. Nachdem der Hauptsponsor Orange mitten in der Saison seine Zahlungen einstellte, verpassten Frentzen und Bernoldi in Frankreich absichtlich die Qualifikation, weil die Mittel für das Rennen fehlten. Nach dem Deutschland-GP in Hockenheim war endgültig Schluss.

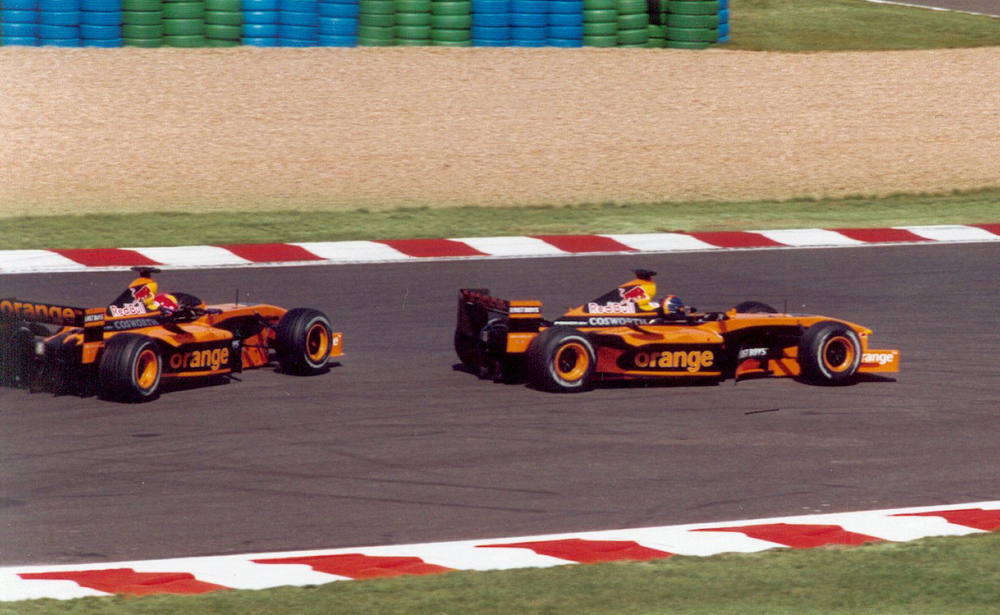
Beide Arrows A23 Cosworth beim Training zum Frankreich-GP 2002

### Weitere Entwicklung
Im Herbst 2002 übernahm das in Bremen ansässige Unternehmen German Grand Prix Racing die Anteilsmehrheit an Arrows und meldete das Team für die Saison 2003. Nach weiteren finanziellen Schwierigkeiten akzeptierte die FIA die Meldung allerdings nicht. Daraufhin wurde das Insolvenzverfahren über Arrows eröffnet.
Im Sommer 2003 ersteigerte Minardis Teamchef Paul Stoddart fünf Chassis vom Typ Arrows A23, die in der Saison 2002 von Frentzen und Bernoldi eingesetzt worden waren. Minardi arbeitete ein Arrows-Chassis geringfügig um und gab dem Auto die Bezeichnung Minardi PS04. Der Wagen wurde im Herbst 2003 in zeitgenössischer Minardi-Lackierung getestet, und zum Jahresende gab es Überlegungen, die Saison 2004 mit dem PS04 zu bestreiten. Letztlich rückte Minardi allerdings von diesem Plan ab. Im Winter 2005/2006 verkaufte Stoddart drei A23-Chassis an den ehemaligen japanischen Formel-1-Piloten Aguri Suzuki, der sie nach einigen Modifikationen in den ersten Rennen des Jahres 2006 mit seinem eigenen Team Super Aguri F1 unter der Bezeichnung SA05 in der Formel-1-Weltmeisterschaft einsetzte. Auch der später im Jahr vorgestellte SA06 verwendete noch das Monocoque des Arrows A23. Doch auch Suzuki musste nach rund zweieinhalb Jahren im Mai 2008 aufgeben. Im Juli 2008 erwarb der deutsche Unternehmer Franz Hilmer (Formtech GmbH) die Konkursmasse samt Werkshallen in Leafield.

## Zahlen und Daten

### Statistik in der Formel 1
| Saison   | Name                              | Chassis         | Motor                                         | Reifen | Nr.    | Fahrer                                                         | Punkte | Rang    |
| Arrows   | Arrows                            | Arrows          | Arrows                                        | Arrows | Arrows | Arrows                                                         | Arrows | Arrows  |
| -------- | --------------------------------- | --------------- | --------------------------------------------- | ------ | ------ | -------------------------------------------------------------- | ------ | ------- |
| 1978     | Warsteiner Arrows Racing Team     | FA1 A1          | Ford-Cosworth DFV 3.0 V8                      | G      |        | Riccardo Patrese Rolf Stommelen                                | 11     | 10.     |
| 1979     | Warsteiner Arrows Racing Team     | A1 A2           | Ford-Cosworth DFV 3.0 V8                      | G      |        | Riccardo Patrese Jochen Mass                                   | 5      | 9.      |
| 1980     | Warsteiner Arrows Racing Team     | A3              | Ford-Cosworth DFV 3.0 V8                      | G      |        | Riccardo Patrese Jochen Mass Mike Thackwell Manfred Winkelhock | 11     | 7.      |
| 1981     | Ragno Arrows Beta Racing Team     | A3              | Ford-Cosworth DFV 3.0 V8                      | M P    |        | Riccardo Patrese Siegfried Stohr Jacques Villeneuve Sr.        | 10     | 8.      |
| 1982     | Arrows Racing Team                | A4 A5           | Ford-Cosworth DFV 3.0 V8                      | P      |        | Brian Henton Marc Surer Mauro Baldi                            | 5      | 10.     |
| 1983     | Arrows Racing Team                | A6              | Ford-Cosworth DFV 3.0 V8                      | G      |        | Marc Surer Chico Serra Alan Jones Thierry Boutsen              | 4      | 10.     |
| 1984     | Barclay Nordica Arrows            | A6 A7           | Ford-Cosworth DFV 3.0 V8 BMW M12/13 1.5 L4t   | G      |        | Thierry Boutsen Marc Surer                                     | 3      | 10. 11. |
| 1985     | Barclay Arrows BMW                | A8              | BMW M12/13 1.5 L4t                            | G      |        | Gerhard Berger Thierry Boutsen                                 | 14     | 8.      |
| 1986     | Barclay Arrows BMW                | A8 A9           | BMW M12/13 1.5 L4t                            | G      |        | Marc Surer Christian Danner Thierry Boutsen                    | 1      | 10.     |
| 1987     | USF&G Arrows Megatron             | A10             | Megatron M12/13 1.5 L4t                       | G      |        | Derek Warwick Eddie Cheever                                    | 11     | 6.      |
| 1988     | USF&G Arrows Megatron             | A10B            | Megatron M12/13 1.5 L4t                       | G      |        | Derek Warwick Eddie Cheever                                    | 23     | 5.      |
| 1989     | Arrows Grand Prix International   | A11             | Ford-Cosworth DFR 3.5 V8                      | G      |        | Derek Warwick Martin Donnelly Eddie Cheever                    | 13     | 7.      |
| 1990     | Footwork Arrows Racing            | A11 A11B        | Ford-Cosworth DFR 3.5 V8                      | G      |        | Michele Alboreto Bernd Schneider Alex Caffi                    | 2      | 9.      |
| Footwork |                                   |                 |                                               |        |        |                                                                |        |         |
| 1991     | Footwork Grand Prix International | A11C FA12 FA12C | Porsche 3512 3.5 V12 Ford-Cosworth DFR 3.5 V8 | G      |        | Alex Caffi Stefan Johansson Michele Alboreto                   | 0      | NC      |
| 1992     | Footwork Mugen Honda              | FA13            | Mugen-Honda MF-351H 3.5 V10                   | G      |        | Michele Alboreto Aguri Suzuki                                  | 6      | 7.      |
| 1993     | Footwork Mugen Honda              | FA13B FA14      | Mugen-Honda MF-351HB 3.5 V10                  | G      |        | Derek Warwick Aguri Suzuki                                     | 4      | 9.      |
| 1994     | Footwork Ford                     | FA15            | Ford HBE7/8 3.5 V8                            | G      |        | Christian Fittipaldi Gianni Morbidelli                         | 9      | 9.      |
| 1995     | Footwork Hart                     | FA16            | Hart 830 3.0 V8                               | G      |        | Gianni Morbidelli Max Papis Taki Inoue                         | 5      | 8.      |
| 1996     | Footwork Hart                     | FA17            | Hart 830 3.0 V8                               | G      |        | Ricardo Rosset Jos Verstappen                                  | 1      | 9.      |
| Arrows   |                                   |                 |                                               |        |        |                                                                |        |         |
| 1997     | Danka Arrows Yamaha               | A18             | Yamaha OX11A 3.0 V10                          | B      |        | Damon Hill Pedro Diniz                                         | 9      | 8.      |
| 1998     | Danka Zepter Arrows               | A19             | Arrows T2-F1 3.0 V10                          | B      |        | Pedro Diniz Mika Salo                                          | 6      | 7.      |
| 1999     | Repsol Arrows                     | A20             | Arrows T2-F1 3.0 V10                          | B      |        | Pedro de la Rosa Toranosuke Takagi                             | 1      | 9.      |
| 2000     | Arrows F1 Team                    | A21             | Supertec FB02 3.0 V10                         | B      |        | Pedro de la Rosa Jos Verstappen                                | 7      | 7.      |
| 2001     | Orange Arrows Asiatech            | A22             | Asiatech 001 3.0 V10                          | B      |        | Jos Verstappen Enrique Bernoldi                                | 1      | 10.     |
| 2002     | Orange Arrows                     | A23             | Cosworth CR-3 3.0 V10                         | B      |        | Heinz-Harald Frentzen Enrique Bernoldi                         | 2      | 11.     |

### Übersicht aller Arrows-Piloten in der Formel 1
Reihenfolge nach Grand-Prix-Starts für Arrows/Footwork
| - Derek Warwick 1987–1989, 1993 (63 GP, 31 Punkte) - Riccardo Patrese 1978–1981 (57 GP, 30 Punkte) - Thierry Boutsen 1983–1986 (57 GP, 16 Punkte) - Jos Verstappen 1996, 2000–2001 (50 GP, 7 Punkte) - Marc Surer 1982–1984, 1986 (47 GP, 8 Punkte) - Eddie Cheever 1987–1989 (46 GP, 20 Punkte) - Michele Alboreto 1990–1992 (38 GP, 6 Punkte) - Pedro Diniz 1997–1998 (33 GP, 5 Punkte) - Pedro de la Rosa 1999–2000 (33 GP, 3 Punkte) - Aguri Suzuki 1992–1993 (30 GP, −) - Enrique Bernoldi 2001–2002 (28 GP, −) - Gianni Morbidelli 1994–1995 (26 GP, 8 Punkte) - Jochen Mass 1979–1980 (24 GP, 7 Punkte) - Damon Hill 1997 (16 GP, 7 Punkte) - Christian Fittipaldi 1994 (16 GP, 6 Punkte) - Gerhard Berger 1985 (16 GP, 3 Punkte) | - Mika Salo 1998 (16 GP, 3 Punkte) - Taki Inoue 1995 (16 GP, −) - Ricardo Rosset 1996 (16 GP, −) - Toranosuke Takagi 1999 (16 GP, −) - Alex Caffi 1990–1991 (13 GP, 2 Punkte) - Mauro Baldi 1982 (11 GP, 2 Punkte) - Heinz-Harald Frentzen 2002 (11 GP, 2 Punkte) - Christian Danner 1986 (10 GP, 1 Punkt) - Siegfried Stohr 1981 (9 GP, −) - Rolf Stommelen 1978 (9 GP, −) - Massimiliano Papis 1995 (7 GP, −) - Chico Serra 1983 (4 GP, −) - Brian Henton 1982 (1 GP, −) - Stefan Johansson 1991 (1 GP, −) - Alan Jones 1983 (1 GP, −) - Bernd Schneider 1990 (1 GP, −) |